# Alforsita
La alforsita es un mineral de la clase de los fosfatos; pertenece al grupo del apatito, es el análogo con bario de la clorapatita. Químicamente es un fosfato de bario con aniones de cloro.
Descubierto en 1981, se le puso este nombre en honor John T. Alfors, geólogo norteamericano. Un sinónimo es "IMA1980-039".

## Formación y yacimientos
Se forma en depósitos lenticulares o bandas de metasedimentos de silicato de bario, desarrollado bajo facies félsica de hornblenda-piroxeno, cerca del contacto con granito o con granodiorita.
Minerales asociados típicos son el fluoroapatito, el cuarzo, la turmalina o la pirita.
Se han encontrado yacimientos en: Baja California (México) y California (EE. UU.).